# 香港経済貿易代表部ソウル事務所
香港経済貿易代表部ソウル事務所（ホンコンけいざいぼうえきだいひょうぶソウルじむしょ、中国語: 香港經濟貿易辦事處首爾辦公室、英語: Hong Kong Economic and Trade Office's Consultant Office in Seoul、朝鮮語: 홍콩 경제무역대표부 서울 사무소）は、中華人民共和国の香港特別行政区政府が大韓民国ソウル特別市に設置した香港経済貿易代表部事務所。2003年3月に設立され、ソウルの江南区に所在している。韓国で香港特別行政区政府を代表する機構であり、香港特別行政区政府 駐東京経済貿易代表部傘下諮問事務所でもある。
事務所は香港との両者貿易と投資を促進し、ビジネス共同体や広報機関に香港の重要な発展を伝える。 また、関連国の組織と公式訪問、セミナー、連絡活動を組織し、香港と中国大陸でビジネス機会を探すこれらの国の投資家を支援するハブとしても機能します。事務所は、経済、貿易、投資、観光、文化交流など様々な分野で韓国と香港との相互協力を促進する。また、韓国企業が香港に投資し、ビジネスを遂行するのに役立つ。 2010年代に入り、香港と韓国間の貿易が増加するにつれて、香港特別行政区立法会は2018年7月17日に開かれた工商事務委員会会議で韓国ソウルに香港経済貿易代表部を設立することを香港政府に提案した。